# IG Port
IG Port (株式会社IGポート Kabushiki-gaisha Ai Jī Pōto?) es una holding japonés que se fundó el 1 de diciembre de 2007 como resultado de la fusión entre las sociedades del estudio japonés de anime Production I.G y la editorial de manga Mag Garden.

## Historia
Establecido como "Ink Corporation" el 5 de junio de 1990. La fusión con Production I.G, Inc. sucede el 1 de septiembre de 2000. El anuncio de la fusión entre Production I.G y Mag Garden fue el 4 de julio de 2007. Específicamente, la empresa original, Production I.G., se transformó en una sociedad tenedora un mes antes de la fusión. Junto con un cambio de nombre, transfirió la mayor parte de sus funciones y gestión anteriores a una nueva subsidiaria desarrollada que se llama Production I.G. Después de la fusión con Mag Garden un mes más tarde, IG Port (las "antigua" I.G y Mag Holding) ahora es propietaria de la "nueva" Production I.G, XEBEC y Mag Garden como sus subsidiarias.
El 12 de junio de 2012 se adquiere a Wit Studio, con un 66.6% de las acciones de la compañía, quedando establecida como una subsidiaria.
En 2014, IG Port anunció que estaba formando una nueva división de animación llamada SIGNAL.MD. Se dice que su objetivo es desarrollar tecnología para la animación digital completa y dispositivos inteligentes. También sentará las bases para la producción de animación dirigida a niños y familias (incluidos Pokémon: El Destino de Deoxys, Pokémon: Negro—Victini y Reshiram y Blanco—Victini y Zekrom y Pokémon Origins). Se espera que Katsuji Morishita, miembro de la junta directiva de Production I.G., funja como presidente de SIGNAL.MD.

## Subsidiarios
- Production I.G
- XEBEC
- Mag Garden
- Wit Studio (Posee 66.6%)
- Signal.MD
- Production I.G.,LLC (Filial estadounidense)
- I.G Films Inc. (Filial Cinematográfica)
- Production I.G Canadian Bureau Inc. (Filial Canadiense)

## Accionistas
- Mitsuhisa Ishikawa (21.9%)[9]
- Dentsu (9.9%)
- Nippon TV (9.9%)
- Trust & Custody Services Bank (4.0%)
- Toru Sato (3,7%)
- Michiru Ishikawa (3,1%)
- Kazunori Maruya (3,0%)
- The Master Trust Bank of Japan (3.0%)
- Yoshihiro Hosaka (2,6%)
- Barclays Capital Securities Limited (1.2%)